# 베이스볼5 월드컵
베이스볼5 월드컵(Baseball5 World Cup)은 세계 야구 소프트볼 연맹 (WBSC)에서 주관하는 대회로 2년마다 열리는 혼성 베이스볼5 국제 대회이다. 2022년 멕시코에서 첫 대회가 개최되었다. 대륙별 예선을 거친 12개팀이 본선을 치른다.

## 역대 대회 결과
| 연도 | 개최국     |      | 결승전 | 결승전 | 결승전        |      | 3·4위 결정전 | 3·4위 결정전 | 3·4위 결정전 |
| 연도 | 개최국     | 우승 | 득점   | 2위    | 3위           | 득점 | 4위          |              |              |
| 2022 | 멕시코시티 | 쿠바 | 2-0    | 일본   | 중화 타이베이 | 2-0  | 베네수엘라   |              |              |
| 2024 | 홍콩       | 쿠바 | 2-0    | 일본   | 프랑스        | 2-0  | 베네수엘라   |              |              |

## 메달 집계
| 순위 | 국가          | 금메달 | 은메달 | 동메달 | 합계 |
| ---- | ------------- | ------ | ------ | ------ | ---- |
| 1    | 쿠바          | 2      | 0      | 0      | 2    |
| 2    | 일본          | 0      | 2      | 0      | 2    |
| 3    | 중화 타이베이 | 0      | 0      | 1      | 1    |
| 3    | 프랑스        | 0      | 0      | 1      | 1    |

## 국가별 참가 기록
| 국가              | 2022년 | 2024년 | 연도/참여 |
| ----------------- | ------ | ------ | --------- |
| 남아프리카 공화국 | 7      | 11     | 2         |
| 대한민국          | 10     | ·      | 1         |
| 리투아니아        | 11     | 8      | 2         |
| 멕시코            | 5      | 6      | 2         |
| 베네수엘라        | 4      | 4      | 2         |
| 일본              | 2      | 2      | 2         |
| 오스트레일리아    | ·      | 12     | 1         |
| 중국              | ·      | 9      | 1         |
| 중화 타이베이     | 3      | 5      | 2         |
| 케냐              | 8      | ·      | 1         |
| 쿠바              | 1      | 1      | 2         |
| 튀니지            | 6      | 7      | 2         |
| 프랑스            | 9      | 3      | 2         |
| 홍콩              | 12     | 10     | 2         |
| 국가 수           | 12     | 12     |           |

## 같이 보기
- 청소년 베이스볼5 월드컵
- 베이스볼5 아시아컵